# La Femme au portrait
Ne doit pas être confondu avec La Femme au tableau.
Pour plus de détails, voir Fiche technique et Distribution.
La Femme au portrait (titre original : The Woman in the Window) est un film noir américain réalisé par Fritz Lang, sorti en 1944.

## Synopsis
Alors qu'il se rend à son club, le professeur de psychologie Richard Wanley remarque dans une vitrine un tableau représentant une jeune femme. Cette toile le fascine, surtout le joli modèle qui y est peint, qu'il rencontre justement quelques instants plus tard. Elle se nomme Alice Reed, laquelle l'invite à passer la soirée chez-elle. 
Tandis qu'ils discutent tous deux au salon en s'apprêtant à déboucher une deuxième bouteille de champagne, un homme surgit ; à la vue du professeur Wanley, le nouveau venu est aussitôt emporté par une fureur jalouse: il gifle violemment Mme Reed, et il se jette sur Wanley qu'il tente d'étrangler. Alice donne alors à Wanley des ciseaux, avec lesquels il tue son agresseur en légitime défense. 
Après avoir songé à prévenir la police, le professeur Wanley se ravise en craignant que les complications judiciaires et la médiatisation de cette affaire ruinent sa vie familiale ainsi que sa carrière. Le couple ne sait que faire du cadavre. Finalement, Wanley décide de le transporter dans son automobile à l'extérieur de la ville, pour le cacher dans les bois. 
Au-delà de la liaison que Mme Reed entretenait depuis quelques mois avec cet homme, elle ignore tout de celui-ci. Or, cet inconnu se révèle être un important magnat de la haute finance américaine; la nouvelle de sa disparition fait la manchette, une prime est promise pour retrouver l'homme d'affaires. Quelques jours après le signalement de sa disparition, des jeunes scouts en randonnée découvrent le cadavre.
Commence alors une chasse à l'homme: la police enquête pour appréhender l'assassin. Grâce à ses relations, Richard Wanley assiste, avec cynisme, à la recherche du meurtrier en compagnie des enquêteurs… 
L'enquête progresse, et l'étau se resserre sur le professeur et sa complice. Un maître chanteur, au courant de la vérité, se manifeste et leur réclame de l'argent pour acheter son silence...  Leur implication étant sur le point d'être connue, l'angoisse devient insoutenable pour Wanley et Reed. 
Wanley, désespéré, s'endort dans sa chambre. Mais, lorsqu'il émerge de son sommeil, il s'aperçoit avec soulagement qu'il s'était simplement endormi dans son club et que c'est un cauchemar qui l'avait illusionné… Ce meurtre et les péripéties l'entourant ne résultaient que de scènes oniriques… Il songe en outre que c'est son entourage qui peuplait ce mauvais rêve. Puis, en sortant de son club, il va jeter un coup d'oeil sur cette toile qui l'avait si fortement impressionné.   

## Fiche technique
- Titre : La Femme au portrait
- Titre original : The Woman in the Window
- Réalisation : Fritz Lang

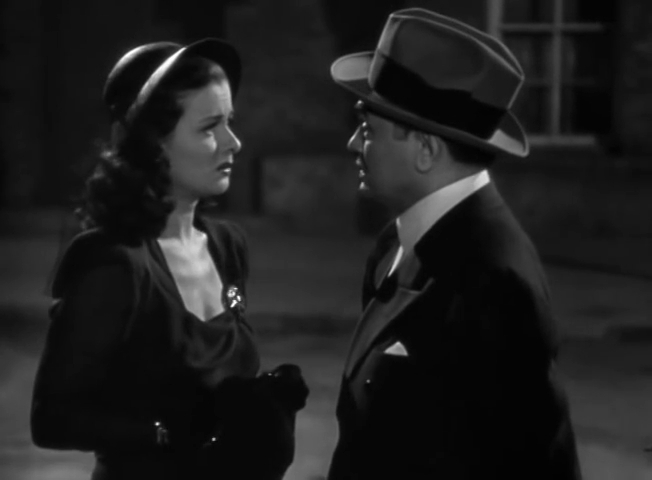
Joan Bennett et Edward G. Robinson

- Scénario : Nunnally Johnson d'après le roman Once Off Guard de J. H. Wallis
- Photographie : Milton R. Krasner
- Montage : Gene Fowler Jr., Thomas Pratt (non crédités) et Marjorie Fowler
- Musique : Arthur Lange ; Hugo Friedhofer, Bruno Mason et Charles Maxwell (non crédités)
- Affiche : Yves Corbassière (France)
- Direction artistique : Duncan Cramer (en)
- Décors : Julia Heron
- Costumes : Muriel King (en)
- Production : Nunnally Johnson
- Sociétés de production : Christie Corporation et International Pictures
- Société de distribution : RKO Radio Pictures
- Pays de production :  États-Unis
- Langue : Anglais
- Tournage : du 11 avril 1944 au 9 juin 1944
- Format : Noir et blanc - 1,37:1 - Mono - 35 mm
- Genre : Film dramatique, Film policier, Thriller, film noir
- Durée : 99 minutes
- Dates de sortie : 
  - États-Unis : 3 novembre 1944
  - France : 28 août 1947

## Distribution

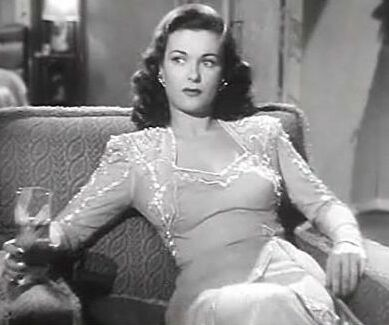
Joan Bennett

- Edward G. Robinson : le professeur Richard Wanley
- Joan Bennett : Alice Reed, la femme au portrait
- Dan Duryea : Heidt / Tim, le portier
- Raymond Massey : Frank Lalor, le procureur
- Edmond Breon : Dr Michael Barkstane
- Thomas E. Jackson : l'inspecteur Jackson, du Bureau des homicides
- Dorothy Peterson : Mme Wanley
- Arthur Loft : Claude Mazard / Frank Howard / Charlie, l'employé du vestiaire
- Frank Dawson : Collins, un serveur du club

Acteurs non-crédités
- Iris Adrian : la prostituée qui demande du feu
- Robert Blake : Dickie Wanley
- Don Brodie : un témoin au balcon
- Claire Carleton : une blonde
- Alec Craig : le garagiste
- Bess Flowers : une cliente du bar
- Harry Hayden : le pharmacien
- George 'Spanky' McFarland : le scout qui trouve le corps de Mazard
- Louis Payne : un membre du club
- Arthur Space : le capitaine Kennedy
- Wyndham Standing : un membre du club
- Larry Steers : un membre du club